# آلان نورث (متسابق دراجات نارية)
آلان نورث (بالإنجليزية: Alan North)‏ هو متسابق دراجات نارية جنوب أفريقي. نافس في سباقات بطولة العالم لفئة 500 سي سي ولفئة 350 سي سي ولفئة 250 سي سي ولفئة 50 سي سي.